# BCD
BCD ili binarno kodirani decimalni broj (izvorno engleski binary-coded decimal) ime je za vrstu kodiranja odnosno predstavljanja decimalnih brojeva u binarnom obliku, u kojem je svaki decimalni broj predstavljen s fiksnim brojem binarnih brojeva. BCD može se rabiti u 4 bitnom i 8 bitnom obliku, i rabljen je u mnogim računalnim sustavima u prošlosti kao IBM System/360, Digital Corporation VAX, mikropreradnik Iskra EMZ 1001. Prednosti BCDa jesu veća preciznost u računanju osobito u zaokruživanju decimala, i lake čitljivosti za ljude. Nedostatci su malo veća kompliciranost u izradi sklopovlja za aritmetičke operacije s BCDom, isto tako veći trošak spremnika zbog niže učinkovistost u spremanju brojeva.

## Uporaba
Primjer takozvanog prirodnog BCD broja (eng. natural BCD ili NBCD), u kojem svaki decimalni broj ima jedinstveni binarni uzorak. Ovo predstavljanje također nosi ime '8421' kod.
| Decimali broj | BCD | BCD | BCD | BCD |
| Decimali broj | 8   | 4   | 2   | 1   |
| ------------- | --- | --- | --- | --- |
| 0             | 0   | 0   | 0   | 0   |
| 1             | 0   | 0   | 0   | 1   |
| 2             | 0   | 0   | 1   | 0   |
| 3             | 0   | 0   | 1   | 1   |
| 4             | 0   | 1   | 0   | 0   |
| 5             | 0   | 1   | 0   | 1   |
| 6             | 0   | 1   | 1   | 0   |
| 7             | 0   | 1   | 1   | 1   |
| 8             | 1   | 0   | 0   | 0   |
| 9             | 1   | 0   | 0   | 1   |